# Festival Internacional de Cine de San Sebastián 1960
La 8.ª edición del Festival Internacional de Cine de San Sebastián tuvo lugar entre el 9 y el 19 de julio de 1960. Profundizando en la senda de la más alta categoría competitiva (la categoría A de la FIAPF), estrenada en la edición de 1957, en el palmarés de esta octava edición figuran personalidades destacadas de la historia del cine, como Joanne Woodward, Richard Attenborough o Sidney Lumet.
El día 9 comenzó con los actos protocolarios de rigor de cada año, como la recepción del gobernador civil de Vizcaya en nombre del ministro de cultura, y acabó con la proyección de la película mexicana Simitrio. El día 10 fue proyectada la japonesa Robo no ishi de Seiji Hisamatsu y El sargento negro de John Ford. El día 13 se proyectó la polaca Miejsce na ziemi de Stanisław Różewicz. El día 14 se proyectaron Romeo, Julie a tma, que fou molt ovacionada, y Der Jugendrichter. El día 15 se proyectaron les dos películas francesas, El testamento de Orfeo y Austerlitz, que no tuvieron buena acogida. El día 16 se proyectaron De espaldas a la puerta y las italianas I magliari y Il rossetto. El día 18 se proyectaron The Fugitive Kind, Objetivo: banco de Inglaterra, La mentira tiene cabellos rojos, Nammina Bantu y Il rossetto. El día 19 se proyectaron The Fugitive Kind y se entregaron los premios.

## Jurado oficial
- Friedrich Luft[10]
- Juan Antonio Bardem
- Vittorio Bonicelli
- Louis Chauvet
- Manuel Augusto García Viñolas
- Juan Francisco de Lasa
- Thomas Rowe

## Películas

### Programa Oficial
Las 14 películas siguientes fueron presentadas en el programa oficial:
| Título en España                | Título original                                      | Director(es)            | País           |
| ------------------------------- | ---------------------------------------------------- | ----------------------- | -------------- |
| Austerlitz                      | Austerlitz                                           | Abel Gance              | Francia        |
| De espaldas a la puerta         | De espaldas a la puerta                              | José María Forqué       | España         |
| El juez de menores              | Der Jugendrichter                                    | Paul Verhoeven          | RFA            |
| He nacido en Buenos Aires       | He nacido en Buenos Aires                            | Francisco Mugica        | Argentina      |
| Los mercaderes                  | I magliari                                           | Francesco Rosi          | Italia         |
| El lápiz de labios              | Il rossetto                                          | Damiano Damiani         | Italia         |
| La mentira tiene cabellos rojos | La mentira tiene cabellos rojos                      | Antonio Isasi Isasmendi | España         |
| El testamento de Orfeo          | Le testament d'Orphée ou ne me demandez pas pourquoi | Jean Cocteau            | Francia        |
| Objetivo: banco de Inglaterra   | The League of Gentlemen                              | Basil Dearden           | Reino Unido    |
| Miejsce na ziemi                | Miejsce na ziemi                                     | Stanisław Różewicz      | Polonia        |
| Nammina Bantu                   | Nammina Bantu                                        | Adurthi Subba Rao       | India          |
| Robo no ishi                    | Robo no ishi                                         | Seiji Hisamatsu         | Japón          |
| Romeo, Julieta y las tinieblas  | Romeo, Julie a tma                                   | Jiří Weiss              | Checoslovaquia |
| El sargento negro               | Sergeant Rutledge                                    | John Ford               | EE. UU.        |
| Piel de serpiente               | The Fugitive Kind                                    | Sidney Lumet            | EE. UU.        |
| Simitrio                        | Simitrio                                             | Emilio Gómez Muriel     | México         |
| Yo quiero vivir contigo         | Yo quiero vivir contigo                              | Carlos Rinaldi          | Argentina      |

### Fuera de concurso
| Título en España       | Título original        | Director(es)                              | País    |
| ---------------------- | ---------------------- | ----------------------------------------- | ------- |
| El Lazarillo de Tormes | El Lazarillo de Tormes | César Fernández Ardavín                   | España  |
| La millième fenêtre    | La millième fenêtre    | Robert Ménégoz                            | Francia |
| Luna Park              | Luna Park              | Rubén W. Cavallotti                       | Italia  |
| Paraíso escondido      | Paraíso escondido      | Mauricio de la Serna y Raphael J. Sevilla | México  |

## Premios
Ganadores de la Sección oficial del 8.º Festival Internacional de Cine de San Sebastián de 1960:
- Concha de Oro a la mejor película: Romeo, Julieta y las tinieblas de Jiri Weiss
- Concha de Oro al mejor cortometraje:
  - Fin d’un désert de Robert Ménégoz
  - Les maîtres sondeurs, de Guy L. Cote
- Concha de Plata: Piel de serpiente de Sidney Lumet
- Mención especial: Los mercaderes de Francesco Rosi
- Homenaje del jurado por el conjunto de su obra: Abel Gance
- Premio Zulueta a la mejor actriz: Joanne Woodward, por Piel de serpiente
- Premio Zulueta al mejor actor: Richard Attenborough, Jack Hawkins, Bryan Forbes, Roger Livesey y Nigel Patrick, por Objetivo: banco de Inglaterra
- Premio Perla del Cantábrico a la Mejor Película de Habla Hispana: Simitrio de Emilio Gómez Muriel
- Premio Perla del Cantábrico al Mejor Cortometraje de Habla Hispana: Estampas guipuzcoanas número 2: Pío Baroja de Jesús Franco